# شلسویگ-هولشتاین
شِلِسْویْگ-هولْشْتایْن (آلمانی: Schleswig-Holstein، تلفظ [ˌʃle:svɪç ˈhɔlʃtaɪn] ()، دانمارکی: Slesvig-Holsten، تلفظ دانمارکی: [ˌsle̝ːsvi ˈhʌlˌste̝ˀn]، آلمانی سفلی: Sleswig-Holsteen، فریسی شمالی: Slaswik-Holstiinj، انگلیسی: Sleswick-Holsatia (گاهی اوقات)) یکی از ۱۶ ایالت آلمان است که در شمال این کشور قرار دارد و مرکز آن شهر کیل است و دیگر شهرهای مهم آن عبارتند از لوبک و فلنسبورگ. این ایالت میراث‌دار دوک‌نشین هولشتاین و دوک‌نشین شلسویگ است.
شلسویگ در دوران وایکینگ‌ها تحت کنترل دانمارک بود، اما در سدهٔ دوازدهم میلادی از آن جدا، و به دوک‌نشین تبدیل شد. این دوک‌نشین با هولشتاین که بخشی از امپراتوری مقدس روم بود مرز مشترک داشت. در آغاز سال ۱۴۶۰، هر دو دوک‌نشین شلسویگ و هولشتاین تحت فرمان پادشاه دانمارک اداره می‌شدند. در سدهٔ نوزدهم، دانمارکی‌ها و آلمانی‌ها هر دو ادعای مالکیت بر شلسویگ-هولشتاین را داشتند. دانمارک در سال ۱۸۴۸ سعی کرد به‌طور رسمی این منطقه را ضمیمهٔ خاک خود کند. پروس پاسخ این امر را با حملهٔ نظامی داد و جنگ اول شلسویگ آغاز شد که با پیروزی دانمارک و امضای  پروتکل ۱۸۵۲ لندن به پایان رسید. اما جنگ دوباره در سال ۱۸۶۴ آغاز شد (جنگ دوم شلسویگ)، و این بار پروس و اتریش پیروز شدند و این سرزمین در سال ۱۸۶۷ به پروس پیوست. بیش از ۵۰ سال بعد، پس از شکست آلمان در جنگ جهانی اول، متفقین خواستار این بودند که مسئلهٔ حاکمیت این منطقه به همه‌پرسی گذاشته شود، که منجر به بازگرداندن بخش بزرگی از این منطقه به دانمارک شد و قسمت کوچک‌تری در اختیار آلمان ماند که ایالت فعلی را تشکیل می‌دهد. پس از جنگ جهانی دوم، شلسویگ-هولشتاین بیش از یک میلیون پناهنده که عمدتاً از آلمان شرقی بودند را پذیرفت.
امروزه، اقتصاد شلسویگ-هولشتاین به دلیل کشاورزی، ماهیگیری، و دامپروری، مانند گاو هلشتاین فریزن شناخته شده‌است. موقعیت جغرافیایی این ایالت و قرارگیری آن در نزدیکی اقیانوس اطلس آن را به یک نقطهٔ تجاری بزرگ و سایت کشتی‌سازی تبدیل کرده‌است. همچنین کانال کیل در این ایالت قرار داد. چاه‌های نفت و مزارع بادی آن در دریا مقادیر قابل توجهی انرژی تولید می‌کنند. این ایالت یک مقصد گردشگری محبوب برای آلمانی‌ها و گردشگران در سراسر جهان است.

## فرهنگ
فرهنگ اشلسویگ-هولشتاین آمیخته‌ای از فرهنگ‌های آلمانی و دانمارکی است. حدود پنجاه هزار تن از مردم در این منطقه به زبان دانمارکی سخن می‌گویند.

## تقسیمات اداری

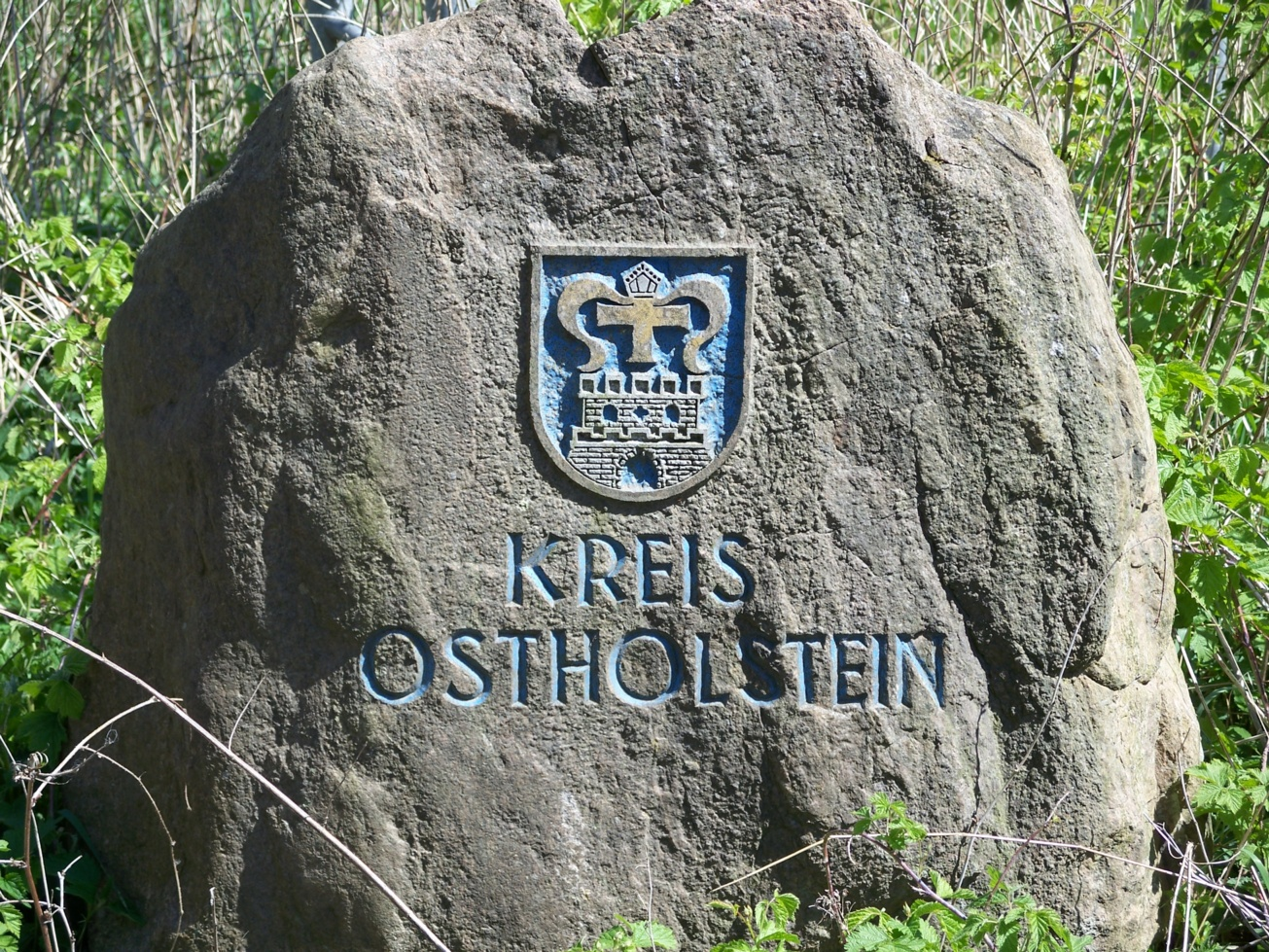
نشانگر سنگی در ناحیهٔ استهلشتاین

ناحیه‌های شلسویگ-هولشتاین

شلسویگ-هولشتاین دارای ۱۱ ناحیه و ۴ ناحیهٔ شهری است.
|            | ناحیه              | پلاک خودرو | مساحت          |
| ---------- | ------------------ | ---------- | -------------- |
| ۱          | دیمارشن            | HEI        | ۱٫۴۲۸٬۱۷ ک.م.۲ |
| ۲          | هرتسوگتوم لاونبورگ | RZ         | ۱٫۲۶۳٬۰۷ ک.م.۲ |
| ۳          | نوردفرایسلند       | NF         | ۲٫۰۸۳٬۵۶ ک.م.۲ |
| ۴          | استهلشتاین         | OH         | ۱٫۳۹۳٬۰۲ ک.م.۲ |
| ۵          | پینبرگ             | PI         | ۶۶۴٬۲۵ ک.م.۲   |
| ۶          | پلون               | PLÖ        | ۱٫۰۸۳٬۵۶ ک.م.۲ |
| ۷          | رندسبورگ-اکرنفورده | RD, ECK    | ۲٫۱۸۹٬۷۹ ک.م.۲ |
| ۸          | اشلسویگ-فلنسبورگ   | SL         | ۲٫۰۷۱٬۲۸ ک.م.۲ |
| ۹          | زگه‌برگ             | SE         | ۱٫۳۴۴٬۴۷ ک.م.۲ |
| ۱۰         | اشتاینبورگ         | IZ         | ۱٫۰۵۵٬۷۰ ک.م.۲ |
| ۱۱         | شتورمارن           | OD         | ۷۶۶٬۲۲ ک.م.۲   |
| ناحیهٔ شهری | کیل                | KI         | ۱۱۸٬۶۵ ک.م.۲   |
| ناحیهٔ شهری | لوبک               | HL         | ۲۱۴٬۱۹ ک.م.۲   |
| ناحیهٔ شهری | نوی‌مونستر          | NMS        | ۷۱٬۶۶ ک.م.۲    |
| ناحیهٔ شهری | فلنسبورگ           | FL         | ۵۶٬۷۳ک.م.2     |